# روي ويليام نيل
روي ويليام نيل (بالإنجليزية: Roy William Neill)‏ هو كاتب سيناريو ومخرج أمريكي وأيرلندي، ولد في 4 سبتمبر 1887 في جمهورية أيرلندا، وتوفي في 14 ديسمبر 1946 في لندن في المملكة المتحدة بسبب نوبة قلبية.

## وصلات خارجية
- روي ويليام نيل على موقع IMDb (الإنجليزية)
- روي ويليام نيل على موقع الموسوعة البريطانية (الإنجليزية)
- روي ويليام نيل على موقع ألو سيني (الفرنسية)
- روي ويليام نيل على موقع أول موفي (الإنجليزية)
- روي ويليام نيل على موقع قاعدة بيانات الأفلام السويدية (السويدية)
- روي ويليام نيل على موقع إن إن دي بي (الإنجليزية)
- روي ويليام نيل على موقع قاعدة بيانات الفيلم (الإنجليزية)
- روي ويليام نيل على موقع كينوبويسك (الروسية)